# Animali del futuro
Animali del futuro è la versione italiana, in 13 puntate, della serie inglese The Future is Wild, che tratta di come potrebbe essere il pianeta terra tra 5, 100, 200 milioni di anni, in un mondo dove gli esseri umani sono estinti da parecchio tempo.
In Italia la serie è stata trasmessa da Focus, da Boing, e da Rete 4 all'interno del programma La macchina del tempo. È stato replicato all'interno del programma Solaris: il mondo a 360° e su MT Channel.

## La produzione
Per questo progetto, si sono riuniti molti scienziati e tecnici: climatologi, geologi, futurologi e disegnatori al computer. Per primi i geologi si sono messi all'opera per capire i movimenti dei continenti in futuro, in modo da formare delle carte geografiche su cui gli scienziati potranno basarsi per creare il mondo futuro. I botanici hanno pensato all'evoluzione delle piante, e hanno aiutato ad immaginare gli ambienti veri e propri. Il team ha poi concepito e disegnato al computer degli straordinari animali, che sono perfettamente probabili e verosimili. Ogni mappa, ogni evento in questa serie è probabile, anche se ovviamente non si può sapere se davvero ci sarà.

### Scienziati coinvolti
Elenco degli scienziati coinvolti nel progetto:
- Alexander R. McNeill, zoologo
- Leticia Aviles, paleobiologo
- Phillip Currie, paleornitologo
- Dougal Dixon, geologo
- Richard Fortey, paleontologo
- William Gilly, biologo cellulare, dello sviluppo e marino
- Stephen Harris, mammologo
- Kurt Kotrschal, zoologo
- Mike Linley, erpetologo
- Roy Livermore, paleografo
- Alexander R. McNeill, specialista in biomeccanica
- Karl J. Niklas, botanico
- Stephen Palumbi, biologo marino
- Jeremy Rayner, zoologo
- Robert Stephen John Sparks, geologo
- Bruce H. Tiffney, paleobotanico
- Paul Valdes, paleoclimatologo

## La serie
La serie è formata da 12 episodi, più uno speciale che funge da introduzione, chiamato "Benvenuti nel futuro". Di seguito, le dodici restanti puntate:
5 milioni di anni nel futuro (la grande glaciazione)
- Il ritorno dei ghiacci
- Il mediterraneo scomparso
- Quelle vaste praterie dell'Amazzonia
- Il deserto americano

100 milioni di anni nel futuro (l'inizio della grande estinzione)
- Waterland o palude
- I bassifondi marini
- La foresta antartica
- Il grande altopiano

200 milioni di anni nel futuro (un nuovo supercontinente)
- Il deserto centrale
- L'oceano globale
- Nel deserto della morte
- Quei tentacoli nella foresta

## 5 milioni di anni nel futuro

### Il ritorno dei ghiacci
Il mondo è nel pieno della nuova era glaciale e molte specie si sono estinte, compresa quella umana. Nell'Europa Settentrionale i ghiacci hanno ricoperto quasi tutta la superficie e le poche creature sopravvissute alla catastrofe devono ricorrere a diversi metodi per riuscire a vivere abbastanza a lungo.
- Balena Sula (Gannet Whale): uccello neognato, diretto discendente della sula. È un gigantesco uccello che caccia nei mari a grande velocità. Di colore grigio-giallo, ha un grosso becco a pala pieno di denti e due piccole ali che gli servono per nuotare più velocemente. Durante la breve stagione estiva depone un solo uovo che cova sotto la coda e che difende strenuamente da predatori come i fendineve rigurgitandogli addosso gli avanzi del pesce. Vive in branchi e durante la cova mentre le femmine proteggono il nido i maschi cacciano.
- Fendineve (Snowstalker): discendente del ghiottone. Per sopravvivere al gelo ha sviluppato un pesante manto di pelliccia e grasso su tutto il corpo. È un pericoloso predatore e ha due lunghi denti a sciabola. Si sposta con zampe appiattite che nascondono i rumori. Quando partorisce, la femmina lascia per la maggior parte del giorno i piccoli da soli mentre va a caccia. È il più pericoloso carnivoro dell'Europa e caccia pelotopi e piccole balene-sula; talvolta ruba anche le loro uova.
- Pelotopo (Shagrat): discendente della marmotta. Somiglia a un capibara grande come una pecora. Si sposta in grandi branchi ed è la preda favorita dei fendineve. È erbivoro e si nutre dei pochi muschi e licheni che crescono tra i ghiacci. Si è adattato per resistere al freddo con una pesante pelliccia e un corpo più grande, che conserva meglio il calore.

### Il Mediterraneo scomparso
Il Mediterraneo non è più un magnifico mare, pieno di coste con migliaia di turisti, ma una distesa di sale e sabbia, bruciata dal sole e priva di piante.
- Criptile (Cryptile): discendente delle lucertole. Avente l'aspetto molto simile a quello del clamidosauro, possiede un grosso collare intorno al collo e una lingua lunga e viscida. Si nutre di mosche della salamoia che cattura con il suo collare, su quale secerne una colla che usa quando va a caccia. Quando poi trova uno sciame di mosche apre il collare e corre in posizione eretta in mezzo agli insetti, dopodiché recupera le prede con la sua lingua appiccicosa.
- Scrofoide (Scrofa): un suino discendente dal cinghiale, ma molto piccolo per gli standard suini. Vive sulle rocce carsiche ed è predato dal dolino.
- Dolino (Gryken): un piccolo mammifero predatore discendente della martora, che tende agguati nelle zone rocciose. È dalla forma allungata e ha zampe corte e tozze. Si nasconde nelle fessure del terreno e attacca le prede isolate.
- Mosca della salamoia (Brine flies): una mosca che vive in enormi sciami ed è preda delle criptile. Si nutre di alghe che crescono negli stagni ipersalini.

### La prateria amazzonica
A causa del raffreddamento globale l'Amazzonia è diventata una vasta savana. Piove due stagioni all'anno e per le altre due il sole batte incessantemente. Queste praterie sono popolate da scimmie, pangolini e struzzi di dimensioni gigantesche.
- Struzzo assassino (Carakiller): un grosso uccello predatore attero, discendente del caracara nero, che ricorda gli uccelli predatori preistorici.
- Babuleone (Babookari): una scimmia che si è adattata alla vita terrestre, vive in branchi e usa la coda per comunicare, discende dal uacari.
- Sonaglino delle pianure (Plains' Rattleback): un animale simile al pangolino, che deve il suo nome al rumore che emette sfregando le sue scaglie in segno di minaccia, ma servono anche per difendersi da predatori e incendi. La corazza è fatta di peli induriti. Discende dall'aguti.

### Il deserto americano
A causa della glaciazione, il centro del Nordamerica ha perso le sue pianure coltivabili ed è diventato un freddo deserto. Poche sono le creature che ci vivono, ma ancora una volta, con pipistrelli giganti, pangolini di forma strana e uccelli scavatori, la vita prende il sopravvento.
- Cacciamorte (Deathgleaner): un grande pipistrello che si nutre di carogne o eventualmente di piccoli animali. Caccia di giorno e vive in gruppi nelle grotte.
- Sabbino (Spink): uccello che vive nel sottosuolo desertico, vive in colonie e le sue ali si sono trasformate in zampe atte allo scavo. Si nutre di tuberi e di notte alcuni maschi abbandonano la colonia. Discende dalla quaglia.
- Sonaglino del deserto (Desert's Rattleback): un parente del Sonaglino delle pianure, che vive più a nord, nel deserto americano, e se ne differenzia perché è più piccolo e le scaglie sono più piccole per aderire meglio al corpo.

## 100 milioni di anni nel futuro

### Waterland
A causa del cambiamento del clima, il Bengala è diventato una palude enorme e nell'atmosfera è aumentata la quantità di ossigeno.
- Pianta Vivaio (Nursery Vase): pianta discendente della bromelia.
- Rocciasauro (Toraton): è un enorme erbivoro discendente delle tartarughe. Può raggiungere i 7 metri di altezza e possiede un carapace spesso come il granito. I cuccioli sono preda dei palupolipi, mentre gli adulti sono inattaccabili, vivono in gruppo e spesso distruggono i nidi di palupolipo
- Palupolipo (Swampus): discendente della piovra. Quattro dei suoi tentacoli hanno assunto la funzione di zampe appiattite grazie alle quali si sposta sulla terraferma. Usa le piante-vivaio come incubatrice per i suoi piccoli e li difende stando sulla terra da solo o con più individui. Per difendersi attacca mordendo e iniettando un potente veleno. Può assumere diversi colori per intimorire l'avversario.
- Pesce Bandito (Lurkfish): un pesce osseo teleosteo. È il più potente predatore del Bengala futuro, grazie alla sua abilità nel mimetizzarsi, in quanto somiglia a un tronco cavo, e alla capacità di emettere scariche elettriche da 1 milione di volt. È un cacciatore di palupolipi.

### I bassifondi marini
Mentre sulla terraferma si formano paludi, altopiani e foreste, nel mare un rialzamento del terreno ha creato dei bassifondi, dove si sono formate barriere composte da alghe rosse. Lì vivono i piccoli di scoglianti, la futura lumaca di mare, che vengono predati da colonie di meduse, che sono a loro volta prede degli scoglianti adulti. Per difendersi devono usare un proprio esercito personale fatto di ragni marini. Ma non possono comunque nulla contro il terrore dei mari: le tempeste.
- Fantasma Marino (Ocean Phantom): discendente della caravella portoghese. In realtà non è un unico organismo, ma una colonia, dove alcuni organismi si sono evoluti alla funzione predatoria, fungendo da bocca, altri si sono specializzati nel galleggiamento, grazie alla loro struttura cava piena di CO2, mentre altri ancora si sono sviluppati come vele, per aiutare la colonia a spostarsi. Si nutre di piccoli di scogliante, che cattura con la sua bocca a campana, e degli zuccheri prodotti dalle alghe nane che vivono sul loro dorso. Inoltre vive in simbiosi con i fusieri, i quali, in cambio di cibo, gli offrono protezione dai predatori. Il fantasma marino viene cacciato dagli scoglianti adulti e durante le tempeste si frammenta facilmente, ma è perfettamente in grado di rigenerarsi, approfittandone per riprodursi in maniera asessuata.
- Scogliante (Reef Glider): enorme discendente della lumaca di mare. Somiglia a una lumaca con lunghi tentacoli ai lati per muoversi più velocemente. I piccoli misurano pochi centimetri e abitano le barriere di alghe, per le quali fungono da impollinatori, dove vengono predati dal fantasma marino. Gli adulti invece si cibano di fantasmi marini e possono misurare da 1,20 m a 3 m.
- Fusiere (Spindle Troopers): discendente dei ragni marini. È molto piccolo e vive in simbiosi con i fantasmi marini. In cambio protegge la colonia di meduse dagli scoglianti, gettandosi su di essi, quando si avvicinano troppo, e lo mordendoli con i loro cheliceri, costringendo i predatori ad allontanarsi.

### La foresta antartica
Mentre il resto del mondo si popola di rettili, polpi, pesci e ragni giganti, in Antartide l'evoluzione ha preso una strada diversa a causa del suo isolamento. Qui le foreste sono popolate da piccoli uccelli e da giganteschi insetti.
- Uccello Fendivento (Flapperbird): uccello discendente degli albatros. È un animale onnivoro, dato che si nutre di piccoli insetti e di pollini, ed è predato dal falcovespa. Impollina i fiori proprio come facevano le api.
- Uccello Sputafuoco (Spitfire Bird): uccello di colore verde discendente dello stercorario maggiore. È predato dal falcovespa e per difendersi sfrutta un potente acido che sputa attraverso le narici. Tuttavia dipende dal fiore dell'albero sputafuoco, che produce veleno, infatti, quando lo termina, diventa una facile preda.
- Falso Uccello Sputafuoco (False Spitfire Bird): uccello discendente dello stercorario mezzano. Sfrutta la somiglianza col cugino sputafuoco per difendersi dai predatori, ma in realtà è innocuo.
- Blatta Sputafuoco (Spitfire Beetle): un insetto discendente dello scarabeo. Si sposta in gruppi di quattro e, aprendo le ali insieme, prendono la forma del fiore dell'albero sputafuoco di cui si nutre lo sputafuoco.
- Falco Vespa (Falconfly): insetto pterigoto. Somiglia a una libellula gigante e ha le dimensioni di un falco. Si nutre di fendivento e sputafuoco.

### Il grande altopiano
L'Asia e il Nordamerica si sono riuniti formando un enorme altopiano roccioso alto migliaia di metri. Poche sono le creature che sopravvivono in questo mondo ostile.
- Albero Erba (Grass Trees): pianta discendente del bambù, l'unica che cresce sul Grande Altopiano, fonte di cibo per i poglidi.
- Grande corridore dei venti azzurro (Great Blue Windrunner): un grande ed elegante uccello blu, discendente delle gru. Le zampe posteriori si sono evolute in ali per affrontare le massicce alture dell'altopiano, mentre intorno al collo possiede due piccole membrane. Si nutre di ragni argentati.
- Poglide (Poggle): l'ultimo mammifero, discendente del topo. Si nutre dei semi che i ragni argentati portano nelle tane.
- Ragni Argentati (Silver Spider): grossi ragni di colore argento-grigio discendenti degli odierni. Costruiscono tele dai 20 ai 30 metri di diametro con il quale intrappolano semi con i quali allevano i poglidi. Essi sono eusociali e si dividono in caste:
  - Tendi filo:usa un'infiorescenza di albero erba per planare da una roccia all'altra per tendere il primo filo della ragnatela.
  - Tessitori: costruiscono la ragnatela usando come appoggio il filo teso dal Tendifilo. Quando arrivano le spore le raccolgono e le portano ai poglidi per farli ingrassare e sfamare la Regina.
  - Regina: enorme ragno che si nutre di poglidi e che produce migliaia di uova al giorno.

## 200 milioni di anni nel futuro

### Il deserto centrale
I continenti della Terra si sono riuniti, formando un nuovo supercontinente circondato da un oceano globale. Nel centro della nuova Pangea si trova il deserto centrale, grande cinque volte il Sahara.
- Formicante (Terabyte): insetto isottero, discendente diretto delle termiti. Ha sviluppato la capacità di coltivare piccole alghe nel loro nido per non rimanere mai a corto di cibo. Come le termiti, dalle quali discende, è un insetto eusociale:

- - Trasportatori: sono le operaie e hanno il compito di scortare i soldati nei luoghi di caccia e di portare al nido il bottino.
  - Sputacolla: sono i soldati e vengono trasportati dalle operaie fino alle pozze d'acqua, dove usano una colla speciale per intrappolare i vermepianta.
  - Scavatori: scavano grossi tunnel fino ai laghi sotterranei dove depositano le loro larve.
  - Beviacqua: sono le larve e vengono trasportati dagli scavatori fino ai laghi sotterranei dove assorbono grandi quantità di acqua, vengono poi riportati al nido per innaffiare le coltivazioni.
  - Regina: comanda tutto il nido e ha il compito di produrre ingenti quantità di uova.
- Verme Pianta (Garden Worm): anellide tricobranchide. È un verme lungo mezzo metro che ha sviluppato minuscole zampe. Alcuni lembi di pelle si sono allungati formando lunghi rami simili a felci, sui quali crescono microalghe, che vivono in simbiosi con l'animale. Non mangia, ma per nutrirsi usa la fotosintesi delle microalghe. Quando ha bisogno di cibo esce nel deserto e si posiziona come una felce. È predato dai formicanti che mirano alle sue alghe. Riesce a contrastare gli attacchi degli sputacolla grazie a una sostanza chimica che scioglie la tela. Libera comunque alcune alghe che i formicanti coltivano. Sott'acqua è predato dai nastrieri e si difende sparando un potente getto d'acido.
- Verme Scuro (Gloomworm): anellide tricobranchide. È un verme simile a un lombrico che nuota nei laghi sotterranei e che si nutre di batteri e piccole alghe. È predato dai Nastrieri.
- Nastriere (Slickribbon): anellide tricobranchide. È un verme lungo 1,5 m che mangia i vermepianta e i vermescuro catturandoli con la sua bocca estensibile. Possiede una corazza simile a quella delle scolopendre e lunghe zampe che usa per muoversi più velocemente.

### L'oceano globale
Mentre il nuovo supercontinente vive l'inferno dei deserti, nel grande Oceano Globale le cose non vanno meglio: gran parte dei pesci e delle alghe si è estinta e ha lasciato il posto ad una nuova stirpe di crostacei e molluschi, i pesci rimasti dovranno rifugiarsi negli abissi o addirittura uscire dall'acqua e spiccare il volo come degli uccelli.
- Calamaro Arcobaleno (Rainbowsquid): discende dal calamaro gigante. Ha un cervello molto sviluppato che gli permette di assumere qualsiasi colore, caratteristica che usa per il corteggiamento e per la caccia, ad esempio può assumere le sembianze di un banco di argentati per catturare i pesci aliante. Un maschio può raggiungere dai 30 ai 40 m di lunghezza, ma nonostante le sue dimensioni è preda degli squali battitori, i quali riescono a mandarlo nel panico facendogli perdere la capacità di mimetizzazione.
- Pesciante Oceanico (Oceanic Flish): è il discendente del pesce volante. Le sue pinne dorsali si sono trasformate in ali e le branchie in polmoni, e gli hanno così consentito di prendere il posto degli uccelli marini. Caccia gli argentati con la sua bocca estensibile ed è preda dei calamari arcobaleno.
- Squalo Battitore (Sharkopath): uno squalo. Vive in branchi e può emettere bioluminescenza con il quale comunica con i suoi simili. Può vedere il sistema nervoso degli animali e usa questa capacità per cacciare i calamari arcobaleno.
- Argentato (Silverswimmer): un crostaceo discendente da un crostaceo planctonico. Si muove in grandi banchi come facevano le aringhe. È preda dei pesci aliante.

### Nel deserto della morte
I continenti sono di nuovo uniti, la Terra molto più calda e nemmeno vicino alle coste si riesce a vivere una vita dignitosa.
- Bottiglia della morte (Deathbottle): pianta carnivora discendente delle nepentali.
- Saltabecco (Desert Hopper): discendente della chiocciola. Si sposta saltando su un lungo piede che gli consente di coprire distanze grandi in poco tempo. È notturno e di giorno dorme sotto la sabbia. Si nutre di piante spinose che mastica con la sua robusta e ruvida lingua. Viene predato dalle piante carnivore del deserto, che sfruttano il fatto che si muove saltando per intrappolarla in piccole buche piene di spine.
- Blatta Calabrone (Bumblebeetle): discendente dell'odierna blatta. Da adulto vive un giorno solo e il suo unico compito è quello di deporre le uova dentro le carcasse dei Flish Oceanici morti. Contribuisce anche alla riproduzione delle piante carnivore che usano un fiore simile a un Flish per attirarla così da riempirla di polline. Quando è una larva vive dentro il Flish morto per parecchio tempo e mangia con tre diverse mandibole; quando poi è ora della metamorfosi si nasconde sotto la sabbia sotto forma di crisalide per poi uscire da adulto.

### Foresta tentacolata
In tutto il supercontinente non ci sono altri che deserti e steppe erbose: le foreste sembrano scomparse da tempo. Eppure nel nord una piccola regione resiste ancora al caldo torrido, ed è li che è nato un nuovo mondo.
- Albero di lichene (Lichen Tree): enorme lichene tropicale simile ad un albero, discendente dei licheni artici.
- Ventosa Strisciante (Slithersucker): predatore discendente dei funghi mucillaginosi.
- Calibbone (Squibbon): un calamaro arboricolo che si muove tra gli alberi con estrema eleganza. Discende dai piccoli calamari moderni. È molto intelligente e socievole e vive in piccoli branchi; è predato dal Megacalamaro.
- Megacalamaro (Megasquid): un altro calamaro terrestre, i cui tentacoli si sono trasformati in colonne per sostenere la sua enorme massa. È un lontano parente del Calamaro Arcobaleno e come loro discende dal calamaro gigante odierno. È onnivoro, si nutre sia di frutta che di Calibboni.
- Pesciante delle foreste (Forests' Flish): un pesce osseo che vive nelle foreste e che si comporta come un colibrì. Le pinne pettorali si sono trasformate in ali e quelle pelviche in zampe per appendersi ai rami.